# Selbstschutzpolizei
Selbstschutzpolizei (SSP) – ochotnicza kolaboracyjna formacja paramilitarna złożona głównie z Francuzów podległa SS i policji podczas II wojny światowej.
W poł. 1943 r. Francuz urodzony w Alzacji SS-Standartenführer Hermann Bickler, szef Oddziału IV BdS w Paryżu, przedstawił SS-Gruppenführerowi Karlowi Obergowi koncepcję powołania parapolicyjnej formacji zwanej Selbstschutzpolizei. Miała ona infiltrować i rozpracowywać podziemne organizacje francuskiego ruchu oporu oraz wspomagać różnego rodzaju kolaborantów.
Ogółem zwerbowano do SSP ok. 5 tys. członków, w większości Francuzów (była także pewna liczba Niemców, Włochów, Flamandów i białych Rosjan). Pochodzili oni równo ze wszystkich rejonów Francji. 500 spośród nich pozostało na stałe w SSP, a reszta powróciła do swoich kolaboracyjnych organizacji, mając pozwolenie na broń i dokumenty pozwalające im na pomaganie niemieckim siłom okupacyjnym w zwalczaniu ruchu oporu.
Na czele formacji stali H. Bickler oraz 2 oficerowie niemieccy SS-Hauptsturmführer Weizel i SS-Obersturmführer Keller. Kwatera główna mieściła się w miejscowości Taverny pod Paryżem w 3 zamkach: Château De Vaucelles, Château Du Haut-Tertre i Château Jaeger. Tam też znajdowało się centrum szkoleniowe. Instruktorami byli członkowie Legionu Ochotników Francuskich przeciw Bolszewizmowi. Szkolenie obejmowało sabotaż, techniki infiltracji, obsługę radiostacji, różne techniki policyjne itp.
Członkowie SSP działali z reguły w cywilnych ubraniach bądź mundurach Wehrmachtu lub Sipo-SD w zależności od wykonywanej misji. Mieli też oficjalne umundurowanie składające się z ciemnoniebieskich spodni i bluzy oraz czapki Kriegsmarine z metalową odznaką ORPO. Na rękawie bluzy była żółta opaska z czarnym napisem „Selbstschutz”. Uzbrojeni byli we francuskie karabiny wz. 92 i pistolety.
W styczniu 1944 r. dowództwo ze strony niemieckiej przejął SS-Sturmbannführer Best, w maju SS-Obersturmführer Riedinger. Po wkroczeniu wojsk alianckich do Francji większość członków SSP uciekła do Niemiec, gdzie wstąpiła do Dywizji „Brandenburg” lub Francuskiej Brygady Szturmowej SS. Reszta dostała się do niewoli i została w większości rozstrzelana.